# Houyet
Houyet es un municipio de Valonia, en la provincia de Provincia de Namur, Bélgica. A 1 de enero de 2019 tenía una población estimada de 4956 habitantes.

## Geografía
Se encuentra ubicada al sureste del país, en la región natural de Famenne y esta bañada por el río Lesse, un afluente del río Mosa. La superficie total es de 122,31 km² dando una densidad de 39,87 habitantes por km².

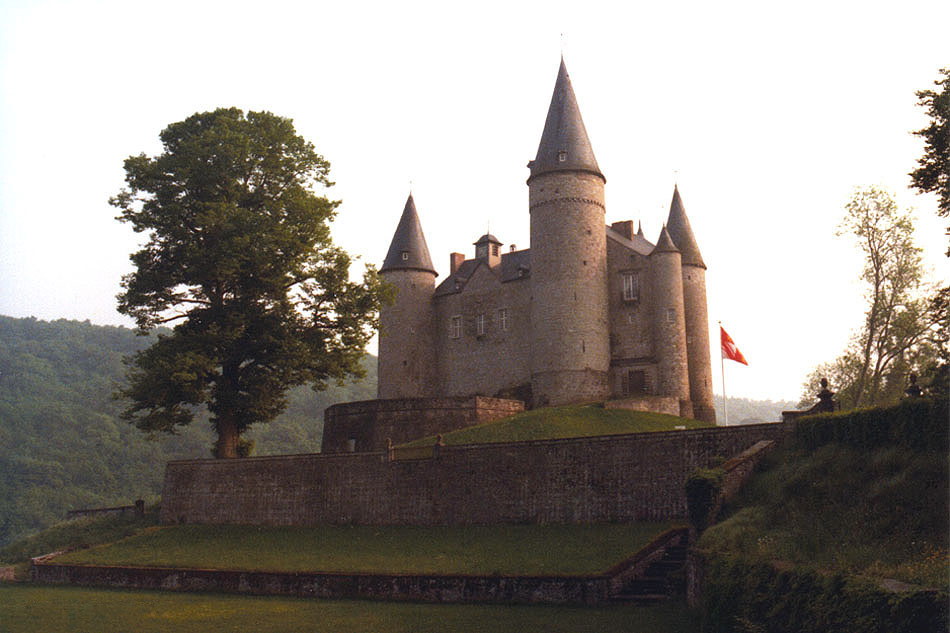
Houyet, el castillo de Vêves.

- Altitud: 130 metros.
- Latitud: 50º 10' 59" N
- Longitud: 005º 01' 00" E

### Secciones del municipio
El municipio comprende los antiguos municipios, que se fusionaron en 1977:
| - Houyet - Ciergnon - Finnevaux - Hulsonniaux - Mesnil-Eglise - Mesnil-Saint-Blaise - Celles - Custinne - Hour - Wanlin |

## Demografía

### Evolución
Todos los datos históricos relativos al actual municipio, el siguiente gráfico refleja su evolución demográfica, incluyendo municipios después de efectuada la fusión el 1 de enero de 1977.
| Gráfica de evolución demográfica de Houyet entre 1846 y 2020 |
|                                                              |